# آدیفنین
آدیفنین (انگلیسی: Adiphenine) نوعی مهارکننده گیرنده‌های نیکوتینی است.